# Битти, Сэмуэль
Сэмуэл Битти (англ. Samuel Beatty; 16 декабря 1820, округ Мифлин, Пенсильвания — 26 мая 1885, Джексон, Огайо) — американский солдат, шериф и фермер из Огайо. Он был генералом армии Союза во время Гражданской войны в США. В 1866 году получил временное звание генерал-майора.

## Ранняя жизнь и карьера
Битти родился в округе Мифлин, Пенсильвания, но вырос в округе Старк. Он служил лейтенантом 3-го Огайского пехотного полка во время Мексикано-американской войны в 1840-х годах, а затем был шерифом в поздние 1850-е.

## Гражданская война
Когда началась война, Битти сформировал роту для 19-го Огайского пехотного полка и был избран его первым полковником. После первых приготовлений и тренировок на местных полях полк был перемещен Кэмп-Чейз в Колумбусе для дополнительного обучения. Он командовал 19-м Огайским в серии битв в Западной Виргинии, включая сражение при Рич-Маунтин. Также он участвовал в сражении при Шайло весной 1862 года. Впоследствии он командовал бригадой Камберлендской армии во время сражения при Перривилле в Кентукки той же осенью.
После ранения генерала Горацио Ван Клеве во время сражения при Стоун-Ривер, Битти, будучи полковником, взял на себя командование его дивизией. Его люди отступили под натиском конфедератов под руководством Джона Брекинриджа. Они сплотились после того, как артиллерия капитана Джона Менденхолла разбила солдат Брекинриджа.
В ноябре 1862 года Битти получил звание бригадного генерала. Осенью 1863 года во время Чикамогской кампании эта бригада числилась в составе дивизии Ван Клеве и насчитывала четыре пехотных полка:
- 79-й Индианский пехотный полк, полк. Фредерик Кнейфер
- 9-й Кентуккийский пехотный полк, полк. Джордж Крам
- 17-й Кентуккийский пехотный полк, полк. Александер Стаут
- 19-й Огайский пехотный полк, пдп. Генри Страттон

Его храбрость в битве при Чикамоге в сентябре 1863 заслужила похвалу командора Томаса Криттендена.
Позднее Битти командовал бригадой четвёртого корпуса Камберлендской армии в период Атлантской кампании.
Завершил службу 15 января 1866 года и был награждён Абрахамом Линкольном временным званием генерал-майора за заслуги в битве при Нэшвилле. Это повышение сделало его самым высокоранговым офицером округа Старк.

## Послевоенные годы
После окончания службы Битти вернулся в округ Старк и занялся фермерством. Он умер дома и был похоронен на городском кладбище в Массилоне, Огайо.